# Thelypteris pseudo-amboinensis
Thelypteris pseudo-amboinensis là một loài thực vật có mạch trong họ Thelypteridaceae. Loài này được (Rosenst.) Panigrahi miêu tả khoa học đầu tiên năm 1975.